# Hankl

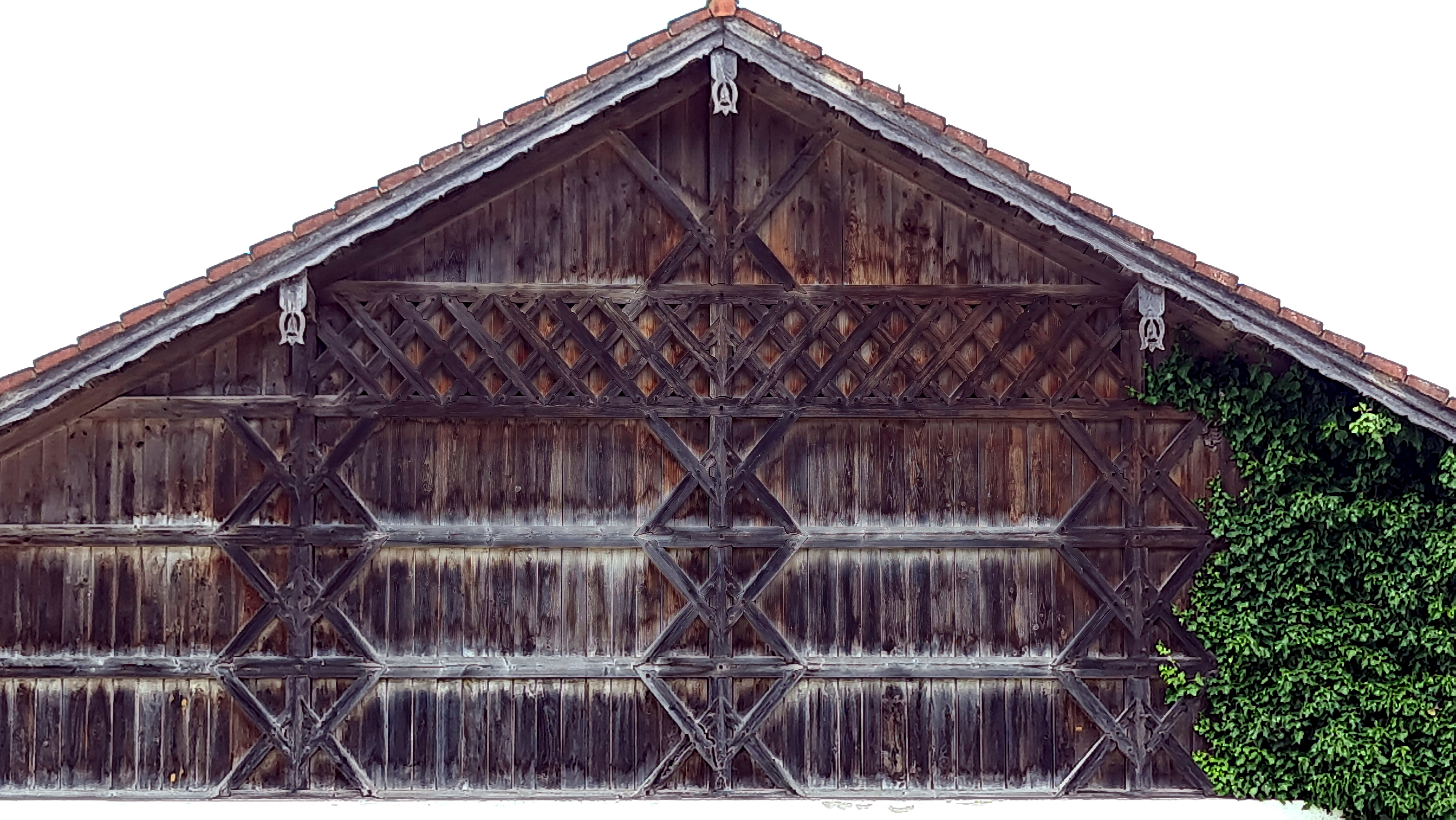
Hankl 1, Stadel (Detailaufnahme des Giebels), 2022

Hankl ist ein Gemeindeteil von Sankt Wolfgang im oberbayerischen Landkreis Erding.

## Lage
Die Einöde Hankl liegt 575 Meter westlich der Hauptstraße (B 15) des Gemeindehauptorts Sankt Wolfgang.

## Bevölkerungsentwicklung
Um 1871 gab es in Hankl acht Einwohner. Im Mai 1987 lebten dort 14 Einwohner in zwei Wohngebäuden.
| Jahr      | 1871 | 1925 | 1950 | 1970 | 1987 |
| Einwohner | 8    | 12   | 14   | 6    | 14   |